# Petite Hermine
Petite Hermine — один з двох кораблів першої подорожі Жака Картьє до Північної Америки, що згодом вилилося у відкриття Канади.

## Історія
Вітрильник збудований у Франції в 1534 році і переданий особисто королем для Картьє в 1535 році; використовувався в двох мандрівках — 1535–1536 і 1541–1542 роках. Покинутий Картьє навесні 1536 року В Сент-Чарліз Рівер, тому що занадто багато з його матросів загинули в Квебеку під час їх останньої зимівки.